# Traustila (protetor)

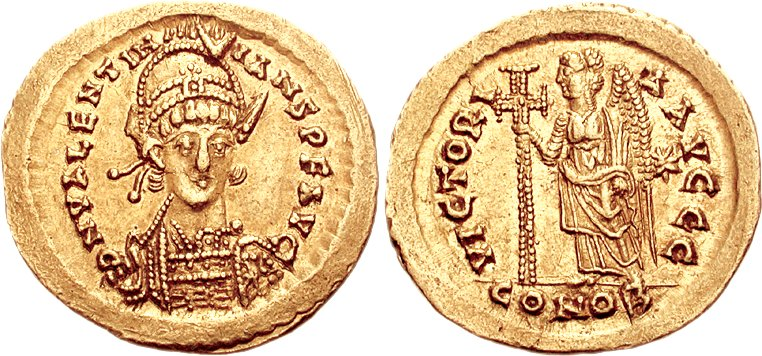
Soldo de r.

Traustila (em grego: Θραυστήλας; romaniz.: Traustílas) foi um oficial militar romano de origem huna ou gótica do século V, ativo durante o reinado do imperador Valentiniano III (r. 423–455). Inicialmente aparece como um oficial subordinada ao general Flávio Aécio e então como um membro da guarda imperial (protetor) de Valentiniano III. Como base em uma inscrição latina, Traustila seria genro de Aécio, embora tal alegação não é confirmável por nenhuma das demais fontes sobreviventes.
Em 455, Traustila é citado no episódio que culminou no assassinato de Valentiniano III. Como relatado, a morte do imperador deveu-se a uma vingança pela execução de Flávio Aécio, provavelmente por instigação do futuro imperador Petrônio Máximo (r. 455). No evento, Traustila assassinou Heráclio e ele e Optila levaram a diadema imperial para Máximo.